# Apemósine
Apemósine (en griego Ἀπημοσύνη, Apemosýne, esto es «desconocimiento») fue, en la mitología griega, una hija de Catreo, el mayor de los hijos sobrevivientes de Minos.
Tuvo dos hermanas: Aérope y Clímene; y un hermano: Altémenes. 
Apemósine solo es citada en una fuente, la Biblioteca mitológica. En ella se nos dice que cuando un oráculo predijo que a Catreo le mataría uno de sus propios hijos, Altémenes y Apemósine abandonaron piadosamente Creta con la esperanza de eludir la maldición. Desembarcaron en la isla de Rodas y fundaron la ciudad de Cretenia, a la que llamaron así en honor de su isla natal. Altémenes erigió un altar a Zeus en el monte Atabirio desde la cumbre del cual podía ver a lo lejos Creta. Hermes se enamoró de Apemósine, quien lo rechazó y huyó de él, pero él consiguió atraparla tras tender en el camino pieles recién desolladas que le hicieron resbalar, de modo que Hermes consiguió poseerla. Cuando Apemósine volvió al palacio y comunicó a Altémenes su desgracia, él no la creyó y la mató a puntapiés.
Según Robert Graves, este mito hace recordar una ocupación de la isla de Rodas por parte de micénico-minoicos en el siglo XV a. C. y tenía por finalidad explicar unas libaciones ofrecidas a un héroe de Rodas así como los deportes eróticos en los que unas mujeres danzaban sobre los cueros recién desollados de los animales sacrificados. Este autor también cree que la muerte de Apemósine puede referirse a una represión brutal por invasores hititas más que por cretenses, de un colegio de sacerdotisas oraculares y opina que las tres hijas de Catreo representan la familiar tríada de la Luna: Apemósine sería la tercera persona.